# Liv-Kjersti Bergman
Liv-Kjersti Bergman z d. Eikeland (ur. 20 marca 1979 r. w Bergen) – norweska biathlonistka. Zadebiutowała w Pucharze Świata w Oberhofie w 1999 r. Jej najlepszy wynik to 2. miejsce w zawodach Pucharu Świata w Östersund w 2006 r. Podczas Mistrzostw Świata w 2005 roku zajęła 16. miejsce w biegu indywidualnym na 15 km.
7 sierpnia 2010 r. w miejscowości Hålandsdal, wzięła ślub ze szwedzkim biathlonistą Carlem Johanem Bergmanem.

## Osiągnięcia

### Mistrzostwa Świata
| 2005 Hochfilzen (Austria)            | 16. miejsce (IN), 5. miejsce (RL) |
| 2005 Chanty-Mansyjsk (Rosja)         | 10. miejsce (RM)                  |
| 2007 Anterselva (Włochy)             | 30. miejsce (IN)                  |
| 2009 P'yŏngch'ang (Korea Południowa) | 11. miejsce (RL)                  |

### Mistrzostwa świata juniorów
| 1998 Jericho (USA)       | 8. miejsce (IN), 14. miejsce (SP)                                   |
| 1999 Pokljuka (Słowenia) | 27. miejsce (IN), 9. miejsce (SP), 6. miejsce (PU), 6. miejsce (RL) |

### Puchar Świata

#### Miejsca w klasyfikacji generalnej
| Sezon     | Miejsce |
| --------- | ------- |
| 2001/2002 | 74.     |
| 2003/2004 | 41.     |
| 2004/2005 | 46.     |
| 2005/2006 | 60.     |
| 2006/2007 | 44.     |
| 2007/2008 | 53.     |
| 2008/2009 | 60.     |
| 2009/2010 | 72.     |

#### Miejsca na podium chronologicznie
| Lp. | Dzień        | Rok  | Miejscowość | Konkurencja                | Lokata | Pudła   | Czas biegu | Strata | Zwycięzca     |
| --- | ------------ | ---- | ----------- | -------------------------- | ------ | ------- | ---------- | ------ | ------------- |
| 1.  | 29 listopada | 2006 | Östersund   | Bieg indywidualny na 15 km | 2.     | 0+0+1+0 | 50:44.8    | +3.6   | Irina Malgina |